# Pazo de los Condes de Ximonde en Santiago
El palacio de los Condes de Gimonde en Santiago fue la residencia señorial de los Condes en esa ciudad, y hoy es un edificio dedicado a actividades culturales. Fue reformado en 2011 y recibe el nombre de Auditorio Abanca Santiago.

## Historia
El palacio de los Condes de Gimonde fue su residencia urbana en Santiago de Compostela, durante los siglos XVIII y XIX. Estaba situado en el número 23 de la Rúa Preguntorio, y también se le conocía como Pazo de Ramirás por el título del esposo de la Condesa de Gimonde, Dª Jacoba Cisneros de Puga, nacida el 7 de enero de 1813. En su fachada se conserva el escudo nobiliario de los antiguos propietarios. 
En este Palacio residieron  los dos primeros condes, Juan Antonio y Pedro Cisneros, y la condesa Jacoba. Después del fallecimiento de la condesa, en 1860, fue residencia de Perfecto Conde Fernández, catedrático de Histología de la Facultad de Medicina y esposo de Elisa Puga Blanco, hija del primo y heredero universal de la Condesa, Manuel María Puga Feijoo Hoy es sede del Auditorio de una entidad de crédito.
Perfecto Conde Fernández (1847-1903) fue un médico gallego, primer profesor de Histología de la Universidad de Santiago de Compostela. Fue catedrático de Histología, Histoquímica y Anatomía patológica de la Facultad de Medicina de la Universidad de Santiago de Compostela del 26 de diciembre de 1892 al 30 de diciembre de 1903.
Se casó, en el Pazo de Anzobre, con Elisa Puga Blanco, tercera hermana del jurista y político compostelano Luciano Puga Blanco, conocido por la defensa que realizó del poeta Curros Enríquez.  Perfecto era hermano del Letrado Cándido Conde Fernández, colaborador del bufete de Luciano Puga y que posteriormente fue Notario de Ferrol. La sobrina de Elisa Puga, Manuela Pumpido Puga, que también residió en el pazo, contrajo matrimonio con el hermano de Perfecto, Cándido Conde Fernández.

## El condado de Ximonde
El primer titular del Condado de Gimonde fue D. Juan Antonio Cisneros de Castro y de la Barrera (1725-1798). Recibió el título de Conde de Gimonde del Rey  Carlos III de España, con el Vizcondado previo de Soar, por Decreto dado en el Palacio Real de El Pardo el 14 de enero de 1766. Falleció el 20 de diciembre de 1798, a los 73 años.
El segundo titular fue su hijo D.  Pedro Cisneros de Castro y Ulloa nacido el 2 de diciembre de 1770, que fue miembro de la Junta Suprema que se formó en La Coruña durante la Guerra de la Independencia, como Regidor de Santiago, y representó al Reino de Galicia en la Junta Suprema Central. Fue un importante mecenas y falleció en Santiago el 12 de julio de 1824, a los 53 años de edad.
Le sucedió su hija, Jacoba Cisneros de Puga, que estuvo casada con José Mª Bermúdez Acevedo y murió en Santiago de Compostela el 9 de abril de 1860 a los 47 años de edad. La condesa y su marido, señor de Ramiráns y Vilardefrancos, fueron partidarios del carlismo. El marido de la condesa fue el presidente de la Junta Superior que en  1836 constituyeron los carlistas en La Coruña, al comienzo de la primera guerra carlista, para dirigir las milicias gallegas.

## Estructura de la edificación
La edificación original es del siglo XVIII, y de ella se conservan los dos arcos centrales de la planta baja de la fachada a la calle Preguntoiro y el hermoso escudo con los cuarteles de los Condes de Gimonde situado en el centro de la planta segunda. Los balcones de las plantas primera y segunda se reformaron a finales del siglo XIX.